# Mã Morse

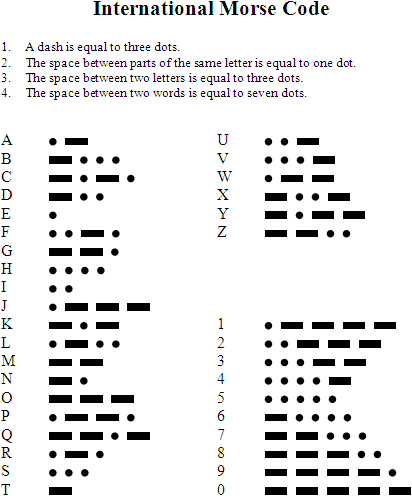
Bảng mã Morse.

Mã Morse hay mã Moóc-xơ  là một phương pháp được sử dụng trong viễn thông để mã hóa văn bản ký tự như trình tự chuẩn của hai khoảng thời gian tín hiệu khác nhau, được gọi là dấu chấm và dấu gạch ngang hoặc dots và dash.  Mã Morse được đặt theo tên của Samuel Morse, nhà phát minh của điện báo.
Mã Morse quốc tế mã hóa 26 chữ cái tiếng Anh từ A đến Z, một số chữ cái không phải tiếng Anh, chữ số Ả Rập và một tập hợp nhỏ các dấu câu và tín hiệu thủ tục. Không có sự phân biệt giữa chữ in hoa và chữ thường. Mỗi biểu tượng mã Morse được hình thành bởi một chuỗi các dấu chấm và dấu gạch ngang. Thời lượng chấm là đơn vị đo thời gian cơ bản trong truyền mã Morse. Thời lượng của dấu gạch ngang gấp ba lần thời lượng của dấu chấm. Mỗi dấu chấm hoặc dấu gạch ngang trong một ký tự được theo sau bởi khoảng thời gian vắng mặt tín hiệu, được gọi là khoảng trắng, bằng với thời lượng dấu chấm. Các chữ cái của một từ được phân tách bằng khoảng trắng có thời lượng bằng ba dấu chấm và các từ được phân tách bằng khoảng trắng bằng bảy dấu chấm. Để tăng hiệu quả mã hóa, mã Morse được thiết kế sao cho độ dài của mỗi ký hiệu xấp xỉ với tần suất xuất hiện của ký tự mà nó thể hiện trong văn bản của ngôn ngữ tiếng Anh. Do đó, chữ cái phổ biến nhất trong tiếng Anh, chữ "E", có mã ngắn nhất: một dấu chấm đơn. Do các phần tử mã Morse được chỉ định theo tỷ lệ thay vì thời lượng cụ thể, mã thường được truyền với tốc độ cao nhất mà người nhận có khả năng giải mã. Tốc độ truyền mã Morse (tốc độ) được chỉ định theo nhóm mỗi phút, thường được gọi là từ mỗi phút.
Mã Morse thường được truyền bằng cách bật tắt khóa của một phương tiện mang thông tin như dòng điện, sóng vô tuyến, ánh sáng nhìn thấy hoặc sóng âm thanh. Dòng hoặc sóng có mặt trong khoảng thời gian của dấu chấm hoặc dấu gạch ngang và vắng mặt trong khoảng thời gian giữa dấu chấm và dấu gạch ngang.

SOS, tín hiệu khẩn cấp tiêu chuẩn, là một prosign mã Morse

Mã Morse có thể được ghi nhớ và mã Morse báo hiệu ở dạng có thể cảm nhận được bằng các giác quan của con người, như sóng âm thanh hoặc ánh sáng khả kiến, có thể được đọc trực tiếp với những người được đào tạo kỹ năng này.
Bởi vì nhiều ngôn ngữ tự nhiên không phải tiếng Anh sử dụng ngoài 26 chữ cái La Mã, bảng chữ cái Morse đã được phát triển cho các ngôn ngữ đó.
Trong trường hợp khẩn cấp, mã Morse có thể được tạo bằng các phương pháp ngẫu hứng như bật và tắt đèn, chạm vào vật thể hoặc bấm còi hoặc còi, làm cho nó trở thành một trong những phương thức viễn thông đơn giản và linh hoạt nhất. Tín hiệu báo nguy phổ biến nhất là SOS - ba dấu chấm, ba dấu gạch ngang và ba dấu chấm - được quốc tế công nhận bởi hiệp ước.

## Phát triển và lịch sử

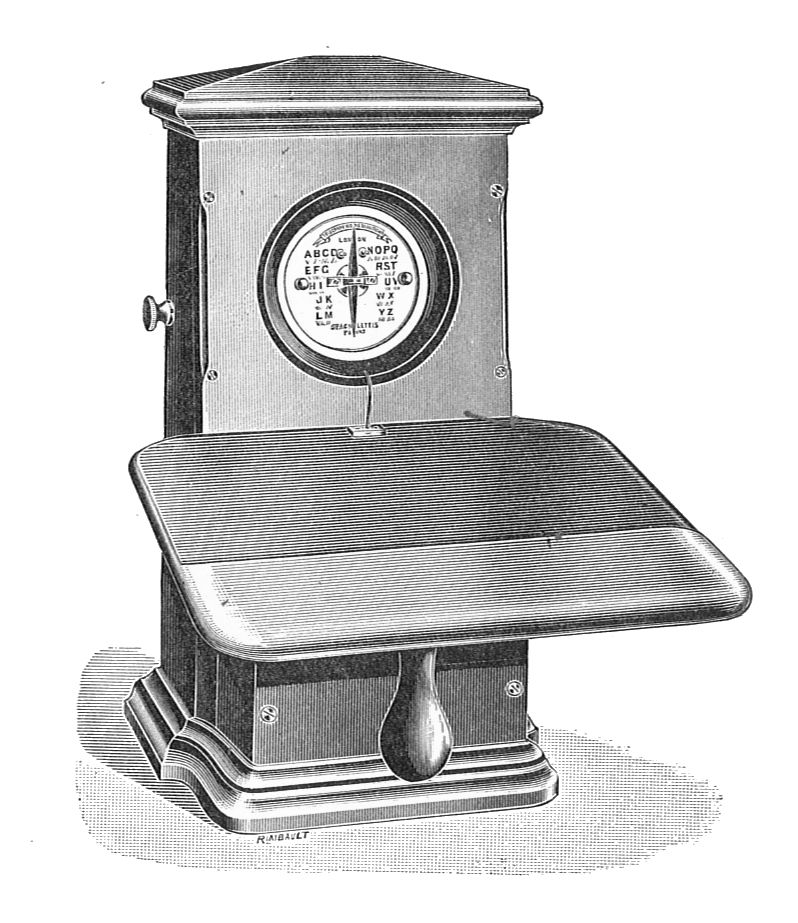
Dụng cụ điện báo kim đơn

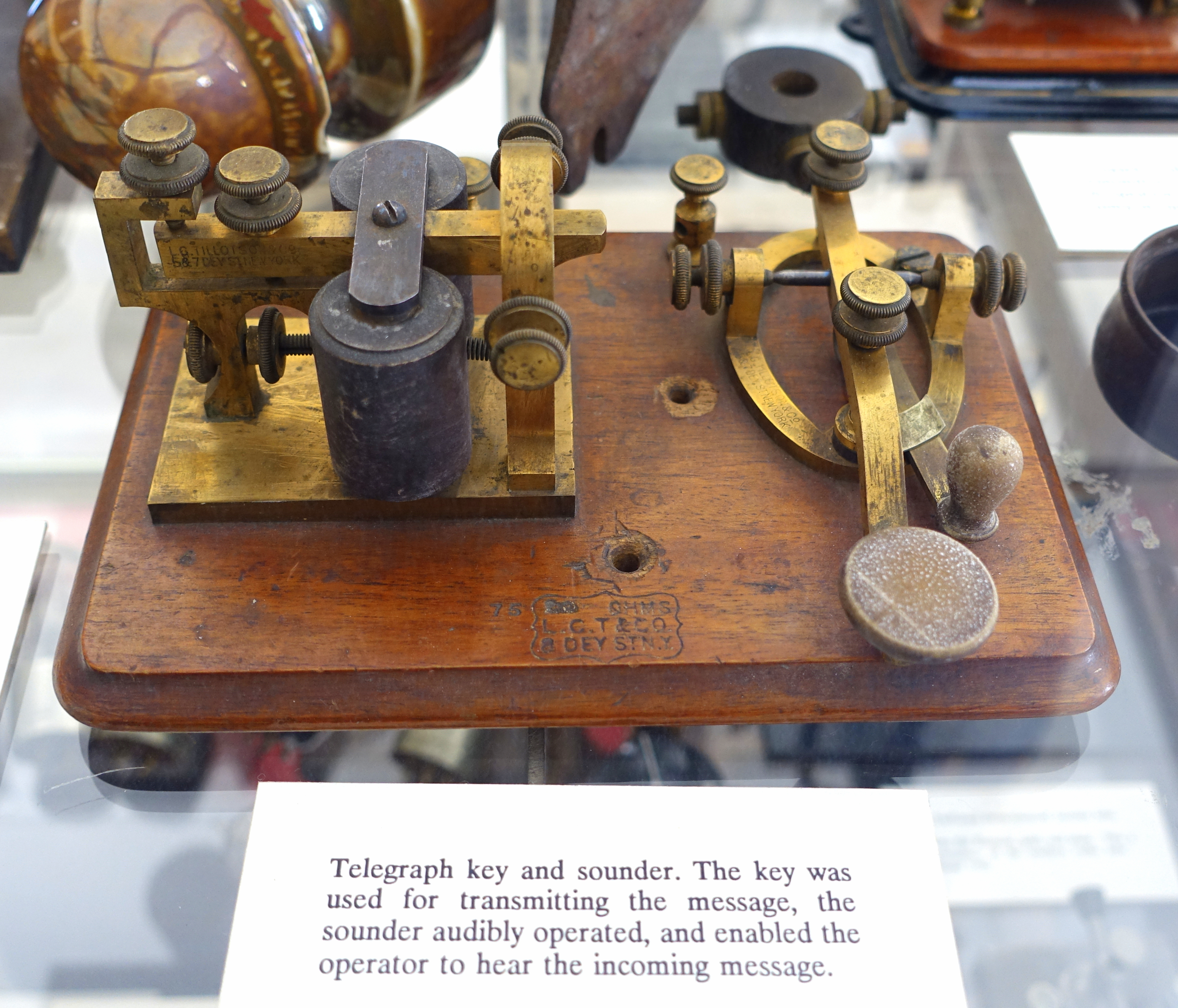
Phím điện báo và âm thanh. Tín hiệu là "bật" khi nhấn núm và "tắt" khi nó được giải phóng. Độ dài và thời gian của các dấu chấm và dấu gạch ngang hoàn toàn được điều khiển bởi nhà điện báo.

Đầu thế kỷ XIX, các nhà thí nghiệm châu Âu đã tiến bộ với các hệ thống tín hiệu điện, sử dụng nhiều kỹ thuật bao gồm tĩnh điện và điện từ các pin Volta tạo ra các thay đổi điện hóa và điện từ. Nhiều thiết kế thử nghiệm khéo léo này là tiền thân của các ứng dụng điện báo thực tế.
Sau khi phát hiện ra điện từ của Hans Christian Ørsted năm 1820 và phát minh ra nam châm điện của William Sturgeon vào năm 1824, đã có những phát triển về điện báo điện từ ở châu Âu và châu Mỹ. Các xung dòng điện được gửi dọc theo dây dẫn để điều khiển một nam châm điện trong thiết bị nhận. Nhiều hệ thống điện báo sớm nhất đã sử dụng hệ thống kim đơn cho ra một nhạc cụ rất đơn giản và mạnh mẽ. Tuy nhiên, nó rất chậm, vì toán tử nhận phải xen kẽ giữa việc nhìn vào kim và viết tin nhắn. Trong mã Morse, độ lệch của kim ở bên trái tương ứng với một dấu chấm và độ lệch về bên phải của dấu gạch ngang. Bằng cách làm cho hai lần nhấp chuột âm thanh khác nhau với một ngà voi và một cửa kim loại, thiết bị kim đơn đã trở thành một công cụ âm thanh, dẫn lần lượt vào tấm đúp Sounder System.

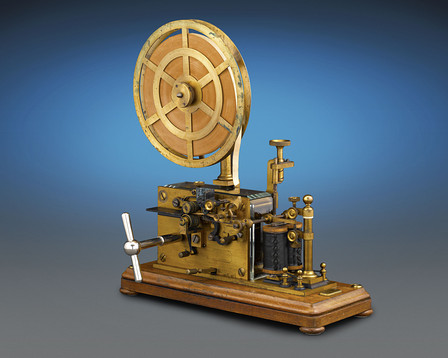
Thiết bị nhận mã Morse, ghi trên băng giấy

Nghệ sĩ người Mỹ Samuel FB Morse, nhà vật lý người Mỹ Joseph Henry và Alfred Vail đã phát triển một hệ thống điện báo điện tử. Nó cần một phương pháp để truyền ngôn ngữ tự nhiên chỉ bằng các xung điện và khoảng lặng giữa chúng. Khoảng năm 1837, Morse, do đó, đã phát triển tiền thân sớm cho mã Morse quốc tế hiện đại. William Cooke và Charles Wheatstone ở Anh đã phát triển một máy điện báo sử dụng nam châm điện trong các máy thu của nó. Họ đã nhận được bằng sáng chế tiếng Anh vào tháng 6 năm 1837 và trình diễn nó trên Đường sắt Luân Đôn và Birmingham, biến nó thành điện báo thương mại đầu tiên. Carl Friedrich Gauss và Wilhelm Eduard Weber (1833) cũng như Carl August von Steinheil (1837) đã sử dụng các mã với độ dài từ khác nhau cho điện báo của họ. Năm 1841, Cooke và Wheatstone đã chế tạo một máy điện báo in các chữ cái từ một bánh xe chữ bị búa đập.
Hệ thống Morse cho điện báo, lần đầu tiên được sử dụng vào khoảng năm 1844, được thiết kế để tạo ra các vết lõm trên băng giấy khi nhận được dòng điện. Máy thu điện tín ban đầu của Morse đã sử dụng đồng hồ cơ để di chuyển một cuộn băng giấy. Khi nhận được một dòng điện, một nam châm điện có một phần ứng đẩy bút lên băng giấy đang di chuyển, tạo ra một vết lõm trên băng giấy. Khi dòng điện bị gián đoạn, một lò xo rút lại bút và phần băng di chuyển đó vẫn không được đánh dấu. Mã Morse được phát triển để các nhà khai thác có thể dịch các vết lõm được đánh dấu trên băng giấy thành tin nhắn văn bản. Trong mã đầu tiên của mình, Morse đã lên kế hoạch chỉ truyền các chữ số và sử dụng một cuốn sách mã để tra cứu từng từ theo số đã được gửi. Tuy nhiên, mã đã sớm được Alfred Vail mở rộng vào năm 1840 để bao gồm các chữ cái và ký tự đặc biệt để nó có thể được sử dụng phổ biến hơn. Vail ước tính tần suất sử dụng các chữ cái trong tiếng Anh bằng cách đếm số ký tự mà anh ta tìm thấy trong các bài báo của một tờ báo địa phương ở Morristown, New Jersey. Các dấu ngắn hơn được gọi là "dấu chấm" và dấu dài hơn là "dấu gạch ngang" và các chữ cái được sử dụng phổ biến nhất được gán bằng các chuỗi tổ hợp ngắn hơn của dấu chấm và dấu gạch ngang. Mã này, lần đầu tiên được sử dụng vào năm 1844, được gọi là mã điện thoại cố định Morse hoặc mã Morse của Mỹ.
Trong các máy điện báo Morse ban đầu, phần ứng của máy thu phát ra tiếng ồn khi nó di chuyển vào và ra khỏi vị trí để đánh dấu băng giấy. Các nhà khai thác điện báo sớm biết rằng họ có thể dịch các tiếng click trực tiếp thành các dấu chấm và dấu gạch ngang, và viết chúng xuống bằng tay, do đó làm cho băng giấy trở nên không cần thiết. Khi mã Morse được điều chỉnh phù hợp với liên lạc vô tuyến, các dấu chấm và dấu gạch ngang được gửi dưới dạng xung âm ngắn và dài. Sau đó người ta đã phát hiện ra rằng mọi người trở nên thành thạo hơn khi nhận được mã Morse khi nó được dạy như một ngôn ngữ được nghe, thay vì đọc một trang giấy.
Để phản ánh âm thanh của máy thu mã Morse, các nhà khai thác bắt đầu phát âm một dấu chấm là "dit" và dấu gạch ngang là "dah". Các dấu chấm không phải là yếu tố cuối cùng của một chữ cái được gọi là "di". Ví dụ, chữ "c" sau đó được phát âm là "dah-di-dah-dit". Mã Morse đôi khi được gọi là "iddy-umpty" và một dấu gạch ngang là "gumpty", dẫn đến từ " umpteen ".
Mã Morse, như được sử dụng trên phạm vi quốc tế ngày nay, được lấy từ một đề xuất rất tinh tế của Friedrich Clemens Gerke vào năm 1848, được gọi là "bảng chữ cái Hamburg". Gerke đã thay đổi nhiều loại ký tự mã hóa, trong quá trình xử lý các dấu gạch ngang có độ dài khác nhau và các không gian liên yếu tố khác nhau của American Morse, chỉ để lại hai yếu tố mã hóa, dấu chấm và dấu gạch ngang. Mã cho nguyên âm  umlauted của tiếng Đức và "ch" đã được đưa ra. Mã của Gerke đã được thông qua bởi Đức-Österreichischer Telegraphenverein (Hiệp hội điện báo Đức-Áo) vào năm 1851. Điều này cuối cùng đã dẫn đến mã Morse quốc tế vào năm 1865. Mã Morse quốc tế đã thông qua hầu hết các loại tiền mã hóa của Gerke. Các mật mã cho "O" và "P" được lấy từ mã của Steinheil. Một loại tiền mã hóa mới đã được thêm cho "J" vì Gerke không phân biệt giữa "I" và "J". Các thay đổi cũng được thực hiện thành "Q", "X", "Y", "Z". Điều này chỉ còn lại bốn điểm mã giống hệt với mã Morse ban đầu, đó là "E", "H", "K" và "N", và hai cái sau đã có dấu gạch ngang kéo dài. Mã ban đầu được so sánh ngày 1838, không phải mã được hiển thị trong bảng được phát triển vào những năm 1840.
Vào những năm 1890, mã Morse bắt đầu được sử dụng rộng rãi để liên lạc vô tuyến trước cả khi có thể truyền giọng nói. Vào cuối thế kỷ 19 và đầu thế kỷ 20, hầu hết các giao tiếp quốc tế tốc độ cao đã sử dụng mã Morse trên các đường dây điện báo, cáp dưới biển và các mạch vô tuyến. Trong ngành hàng không, mã Morse trong các hệ thống vô tuyến bắt đầu được sử dụng một cách thường xuyên vào những năm 1920. Mặc dù các máy phát trước đây cồng kềnh và hệ thống truyền tia lửa rất khó sử dụng, nhưng đã có một số nỗ lực trước đó. Năm 1910, Hải quân Hoa Kỳ đã thử nghiệm gửi Morse từ một chiếc máy bay. Cùng năm đó, một đài phát thanh trên khinh khí cầu Mỹ đã là công cụ phối hợp giải cứu phi hành đoàn của nó. Khí cầu Zeppelin được trang bị radio đã được sử dụng để ném bom và trinh sát hải quân trong Thế chiến I, và các công cụ tìm hướng vô tuyến mặt đất được sử dụng để điều hướng trên khinh khí cầu. Khí cầu đồng minh và máy bay quân sự cũng đã sử dụng một số máy vô tuyến điện. Tuy nhiên, có rất ít đài phát thanh hàng không được sử dụng chung trong Thế chiến I, và trong những năm 1920, không có hệ thống vô tuyến nào được sử dụng bởi các chuyến bay quan trọng như của Charles Lindbergh từ New York đến Paris năm 1927. Khi anh ấy và Linh hồn của St. Louis lên khỏi mặt đất, Lindbergh thực sự đơn độc và bất đồng. Mặt khác, khi chuyến bay máy bay đầu tiên được thực hiện từ California đến Úc vào năm 1928 trên South Cross, một trong bốn phi hành đoàn của nó là người điều khiển vô tuyến của nó đã liên lạc với các trạm mặt đất qua điện báo vô tuyến.
Bắt đầu từ những năm 1930, cả phi công dân sự và quân sự đều được yêu cầu có thể sử dụng mã Morse, cả hai để sử dụng với các hệ thống liên lạc sớm và để xác định các đèn hiệu điều hướng truyền các số nhận dạng hai hoặc ba chữ cái liên tục trong mã Morse. Biểu đồ hàng không cho thấy định danh của từng viện trợ điều hướng bên cạnh vị trí của nó trên bản đồ.
Điện báo vô tuyến sử dụng mã Morse là rất quan trọng trong Thế chiến II, đặc biệt là trong việc mang thông điệp giữa các tàu chiến và các căn cứ hải quân của những kẻ hiếu chiến. Giao tiếp giữa tàu với tàu tầm xa là bằng điện báo vô tuyến, sử dụng tin nhắn được mã hóa bởi vì hệ thống vô tuyến thoại trên tàu sau đó khá hạn chế cả về phạm vi và an ninh của chúng. Điện báo vô tuyến cũng được sử dụng rộng rãi bởi các máy bay chiến đấu, đặc biệt là các máy bay tuần tra tầm xa được các hải quân đó phái đi để trinh sát cho tàu chiến, tàu chở hàng và tàu quân sự của đối phương.
Ngoài ra, các đội quân di chuyển nhanh trong lĩnh vực này không thể chiến đấu hiệu quả nếu không có điện báo vô tuyến vì chúng di chuyển nhanh hơn điện báo và đường dây điện thoại có thể được dựng lên. Điều này được thấy đặc biệt là trong các cuộc tấn công blitzkrieg của Wehrmacht của Đức Quốc xã ở Ba Lan, Bỉ, Pháp (năm 1940), Liên Xô và ở Bắc Phi; bởi Quân đội Anh ở Bắc Phi, Ý và Hà Lan; và bởi Quân đội Hoa Kỳ tại Pháp và Bỉ (năm 1944), và ở miền nam nước Đức năm 1945.

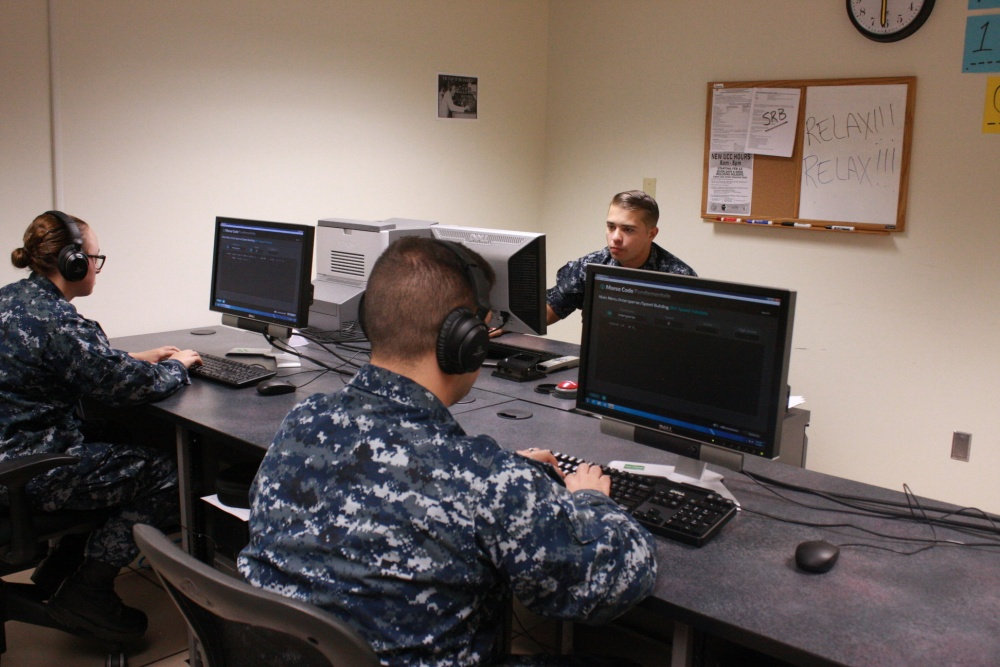
Một lớp đào tạo Mã Morse của Hải quân Hoa Kỳ năm 2015. Các thủy thủ sẽ sử dụng các kỹ năng mới của họ để thu thập tín hiệu tình báo.

Mã Morse đã được sử dụng như một tiêu chuẩn quốc tế cho sự cố hàng hải cho đến năm 1999 khi nó được thay thế bởi Hệ thống An toàn và Nguy hiểm Hàng hải Toàn cầu. Khi Hải quân Pháp ngừng sử dụng mã Morse vào ngày 31 tháng 1 năm 1997, thông điệp cuối cùng được truyền đi là "Gọi tất cả. Đây là tiếng khóc cuối cùng của chúng tôi trước sự im lặng vĩnh cửu."  Tại Hoa Kỳ chính thức thương mại truyền mã Morse là vào ngày 12 Tháng 7 năm 1999, ký tắt với 1844 thông báo ban đầu của Samuel Morse, "What hath God wrought", và PROSIGN "SK" ("kết thúc liên lạc").

## Dùng trong tiếng Việt
Để dùng cho tiếng Việt, các chữ cái đặc biệt và dấu được mã hoá theo quy tắc:
```
Â = AA
Ă = AW
Ô = OO
Ê = EE
Đ = DD
ƯƠ= UOW
Ư = UW
Ơ = OW
```

```
Sắc = S
Huyền = F
Hỏi = R
Ngã = X
Nặng = J
```